# Urbanus procne
Urbanus procne, saltarina marrón de cola larga, es una mariposa de la familia Hesperiidae. Se encuentra desde Argentina, al norte a través de América Central y México hasta el sur de Texas. Se pueden encontrar difícilmente hasta el sur de Nuevo México, el sur de Arizona y el sur de California.
La envergadura es de 37-48 mm. Hay tres generaciones por año en el sur de Texas.
Las larvas se alimentan de varias gramíneas, incluyendo Cynodon dactylon y Sorghum halepense.

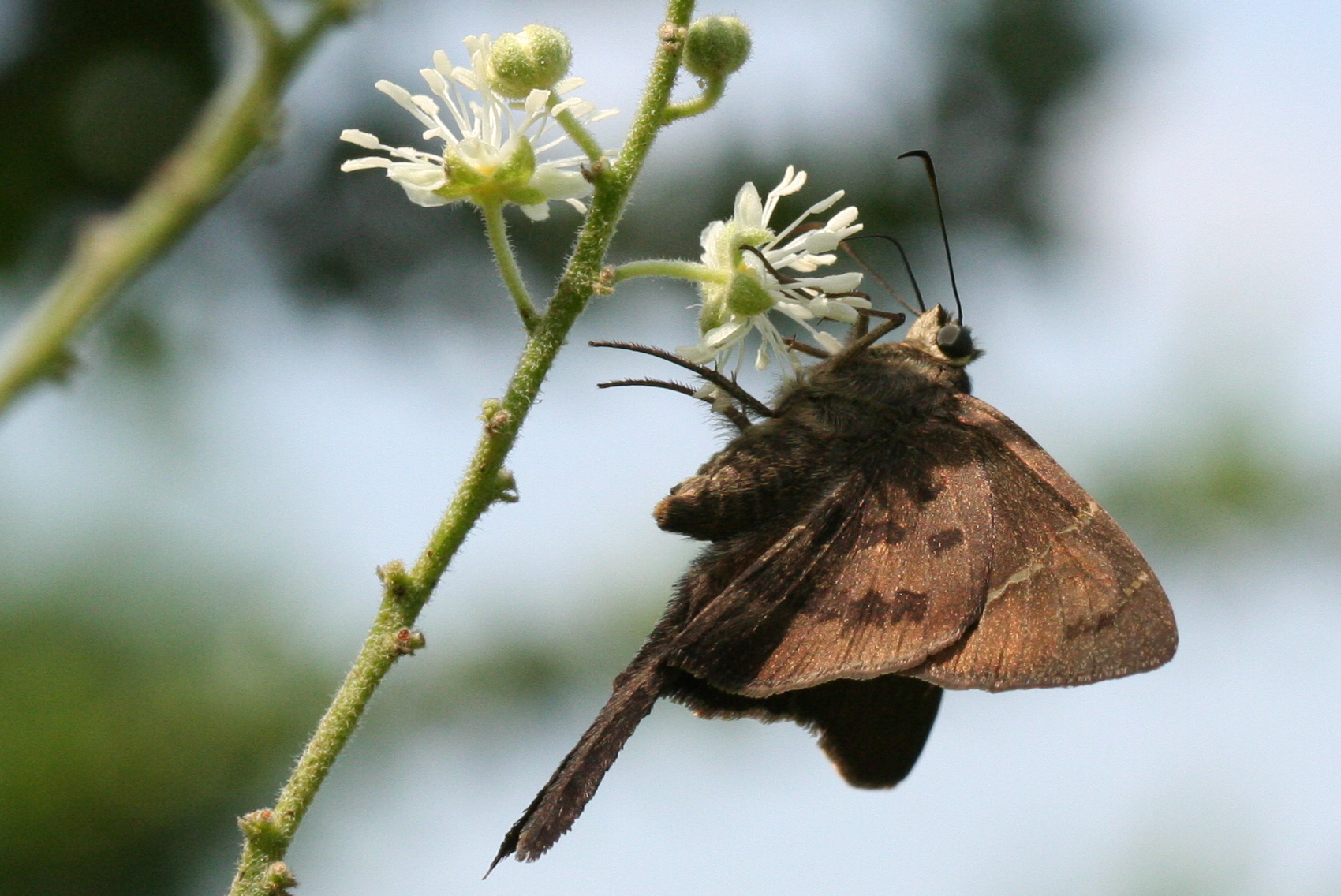
En los Estados Unidos.